# Mile End (stanice metra v Londýně)
Mile End je stanice metra v Londýně, otevřená roku 1902. Elektrifikace proběhla roku 1905. V blízkosti stanice je Královská londýnská nemocnice. Autobusové spojení zajišťují linky: 25, 205, 277, 323, 339, 425, D6, D7 a noční linka N205. Stanice se nachází v přepravní zóně 2 a leží na třech linkách:
- Central Line mezi stanicemi Bethnal Green a Stratford.
- District Line a Hammersmith & City Line mezi stanicemi Stepney Green a Bow Road.

| Rok  | Počet cestujících |
| ---- | ----------------- |
| 2011 | 14,01 mil         |
| 2012 | 14,06 mil         |
| 2013 | 14,37 mil         |
| 2014 | 15,60 mil         |